# Linda Ferga-Khodadin
Linda Ferga-Khodadin (Parigi, 24 dicembre 1976) è un'ex ostacolista e lunghista francese.

## Palmarès

### Mondiali indoor
- 1 medaglia:
  - 1 bronzo (Budapest 2004 nei 60 m ostacoli)

### Europei indoor
- 3 medaglie:
  - 2 ori (Ghent 2000 nei 60 m ostacoli; Vienna 2002 nei 60 m ostacoli)
  - 1 bronzo (Valencia 1998 nel salto in lungo)

### Giochi del Mediterraneo
- 1 medaglia:
  - 1 argento (Bari 1997 nel salto in lungo)

### Giochi della Francofonia
- 1 medaglia:
  - 1 argento (Antananarivo 1997 nel salto in lungo)

### Europei Under 20
- 2 medaglie:
  - 1 oro (Nyíregyháza 1995 nel salto in lungo)
  - 1 bronzo (Nyíregyháza 1995 nei 100 m ostacoli)